# Six Jours d'Atlanta
Les Six Jours d'Atlanta sont une course cycliste de six jours disputée à Atlanta, aux États-Unis. Une seule édition a lieu en 1909.

## Palmarès
| Année | Vainqueur            | Deuxième                      | Troisième                   |
| ----- | -------------------- | ----------------------------- | --------------------------- |
| 1909  | Joe Fogler Eddy Root | Elmer Collins Robert Walthour | George Cameron Worth Mitten |